# Keron Cummings
Keron Cummings (sinh ngày 28 tháng 5 năm 1988), là một cầu thủ bóng đá đến từ Trinidad và Tobago thi đấu chuyên nghiệp cho Central FC ở vị trí tiền vệ.

## Sự nghiệp quốc tế

### Bàn thắng quốc tế
Tỉ số và kết quả liệt kê bàn thắng của Trinidad và Tobago trước.
| #  | Ngày                | Địa điểm                                        | Đối thủ | Tỉ số | Kết quả | Giải đấu               |
| -- | ------------------- | ----------------------------------------------- | ------- | ----- | ------- | ---------------------- |
| 1. | 15 tháng 7 năm 2015 | Sân vận động Bank of America, Charlotte, Hoa Kỳ | México  | 1–2   | 4–4     | Cúp Vàng CONCACAF 2015 |
| 2. | 15 tháng 7 năm 2015 | Sân vận động Bank of America, Charlotte, Hoa Kỳ | México  | 3–2   | 4–4     | Cúp Vàng CONCACAF 2015 |
| 3. | 4 tháng 9 năm 2015  | Sân vận động Rio Tinto, Sandy, Hoa Kỳ           | México  | 2–0   | 3–3     | Giao hữu               |